# East Brookfield (condado de Worcester, Massachusetts)
East Brookfield é um lugar designado pelo censo localizado no condado de Worcester no estado estadounidense de Massachusetts. No Censo de 2010 tinha uma população de 1.323 habitantes e uma densidade populacional de 290,9 pessoas por km².

## Geografia
East Brookfield encontra-se localizado nas coordenadas 42° 13′ 45″ N, 72° 03′ 09″ O. Segundo a Departamento do Censo dos Estados Unidos, East Brookfield tem uma superfície total de 4.55 km², da qual 4.13 km² correspondem a terra firme e (9.17%) 0.42 km² é água.

## Demografia
Segundo o censo de 2010, tinha 1.323 pessoas residindo em East Brookfield. A densidade populacional era de 290,9 hab./km². Dos 1.323 habitantes, East Brookfield estava composto pelo 96.9% brancos, o 0.6% eram afroamericanos, o 0.15% eram amerindios, o 0.23% eram asiáticos, o 0% eram insulares do Pacífico, o 0.53% eram de outras raças e o 1.59% pertenciam a duas ou mais raças. Do total da população o 2.65% eram hispanos ou latinos de qualquer raça.